# دوث
دوث (ایرلندی: Dubhadh) یک گور معبری نوسنگی در دره بوین، شهرستان میث، ایرلند است. این بنا یکی از سه بنای اصلی برو نه بوین، یک میراث جهانی است که شامل نیوگرنج و کنوث نیز می‌شود. برخلاف دو گور معبری دیگر، دوث به‌طور مستقل روزگذاری نشده‌است اما ویژگی‌های آن مشابه گورهاییست که پیشینه‌شان به ۳۲۰۰ تا ۲۹۰۰ پیش از میلاد می‌رسد.
بررسی‌های میدانی باستان‌شناختی و ژئوفیزیک کل محوطه، از جمله بناهای تاریخی بعدی، به صورت بخشی از سال ۲۰۱۲ تا ۲۰۱۵ انجام شد. در ژوئیه ۲۰۱۸، گورهای معبری دیگری در محوطه تالار دوث در مجاورت حفاری شد که نمونه‌های قابل توجهی از هنر دوران نوسنگی، مشابه آنچه در دوث و دیگر سایت‌های برو نه بوین بود را نشان داد.

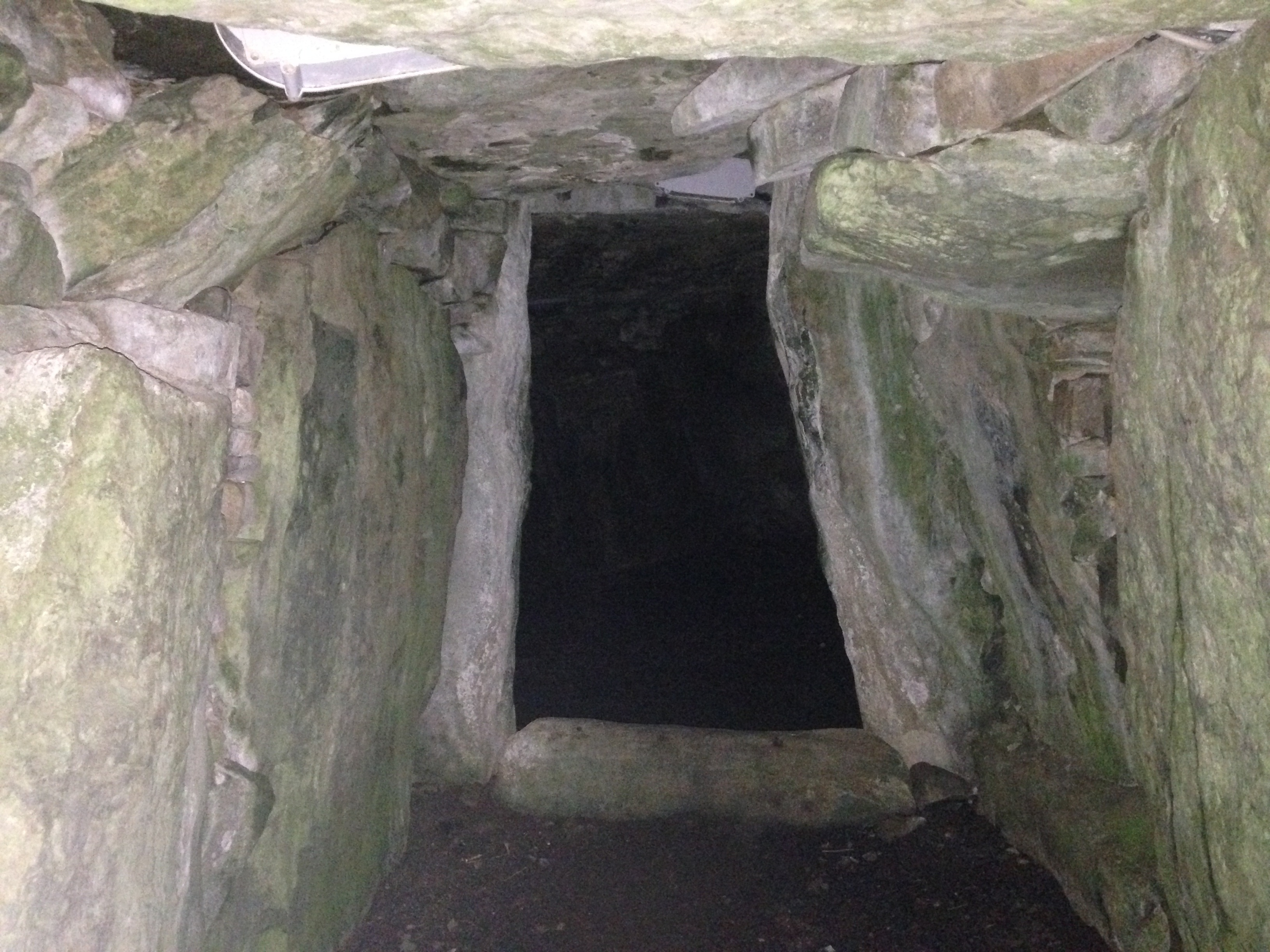
ورودی اتاق